# Billy Blazes, Esq.
Billy Blazes, Esq. er en amerikansk stumfilm fra 1919 af Hal Roach.

## Medvirkende
| Skuespiller  | Rolle        |
| ------------ | ------------ |
| Harold Lloyd | Billy Blazes |
| Bebe Daniels | Nell         |
| Snub Pollard |              |
| Sammy Brooks |              |
| Billy Fay    |              |
| Noah Young   |              |